# Melissa Ordway
Melissa Pam Gaston, född Ordway, den 31 mars 1983 i Atlanta i Georgia, är en amerikansk skådespelerska och fotomodell. Hon är mest känd för att spela rollen som Abby Newman i CBS såpopera The Young and the Restless, en roll som tidigare har spelats av bland andra den elva år yngre skådespelerskan Hayley Erin, som sedan återkom till denna såpopera år 2023.
Ordway har, utöver sin medverkan i The Young and the Restless, även medverkat i andra film- och TV-produktioner, bland annat i filmerna The Last Song (som Ashley) och Odd Thomas (som Lysette).
Ordway är sedan september 2012 gift med skådespelaren Justin Gaston, som tidigare har varit tillsammans med Miley Cyrus. Makarna har två döttrar tillsammans (en adopterad och en biologisk).

## Filmografi (i urval)

### Filmer
- 2009 – 17 Again
- 2009 – Miss March
- 2010 – Trouble in L.A. (Elektra Luxx)
- 2010 – The Last Song
- 2010 – Tales of an Ancient Empire
- 2011 – In Time
- 2011 – A Very Harold & Kumar Christmas
- 2012 – Ted
- 2013 – Burt Wonderstone
- 2013 – Odd Thomas
- 2014 – The Outsider

### TV-serier
- 2007 – Entourage (TV-serie)
- 2007 – How I Met Your Mother (TV-serie)
- 2008–2009 – Privileged (TV-serie)
- 2010 – Cold Case (TV-serie)
- 2010 – Melrose Place (TV-serie)
- 2010 – CSI: New York (TV-serie)
- 2011 – The Chicago Code (TV-serie)
- 2012 – Hollywood Heights (TV-serie)
- 2012 – The League (TV-serie)
- 2013 – 90210 (TV-serie)
- 2013–nutid – The Young and the Restless (TV-serie)
- 2013–nutid – The Price Is Right (TV-program)
- 2014 – The Real Housewives of Beverly Hills (TV-serie)

### Spel
- 2004 – Grand Theft Auto: San Andreas (röst)

### Musikvideos
- 2008 – "It's Over" (Jesse McCartney)